# Maurice Holleaux
Maurice Holleaux (Château-Thierry, 15 aprile 1861 – La Ferté-sous-Jouarre, 21 settembre 1932) è stato uno storico, archeologo, epigrafista specialista della Grecia antica francese.

## Biografia

### Primi scavi
Holleaux entrò all'École normale supérieure nel 1879. Incaricato di storia nel 1881, divenne membro dell'École française di Atene nel 1882. Condusse allora delle ricerche epigrafiche a Samos e poi a Rodi, località alla quale dedicò in seguito un'importante attività scientifica. Nel 1884 effettuò delle missioni in Asia Minore durante le quali scoprì con Pierre Paris l'iscrizione di Diogene di Enoanda. Tornato in Grecia, scoprì in Beozia e scavò tra il 1884 e il 1891  il santuario di Apollo Ptoios. Qui nel 1888 scoprì anche un'iscrizione con il testo del discorso che Nerone pronunciò a Corinto nel 67 per restituire ai Greci la loro libertà.

### Carriera accademica
Fu poi nominato all'Università di Lione nel 1888 divenendo, qui, amico di Philippe Fabia
. 
In questi anni le sue ricerche lasciano il campo archeologico per dedicarsi prevalentemente alla storia e all'epigrafia. Divenne il primo direttore del museo dei calchi dell'Università di Lione nel 1893, prima di lasciare il posto a Henri Lechat nel 1898.
Lasciando Lione dopo sedici anni di insegnamento, successe a Théophile Homolle alla direzione dell'École française di Atene, che tenne  dal 1904 al 1912, dirigendo le attività archeologiche della scuola e supervisionando l'esplorazione archeologica di Delo, di cui avviò la pubblicazione.
Al suo ritorno in Francia, insegnò alla facoltà di lettere di Parigi e nel 1918 pubblicò una tesi che divenne poi la sua tesi complementare: Studio sulla traduzione in greco del titolo consolare. Nel 1923 sostenne la sua tesi principale, terminata alla fine del 1920 - Roma, la Grecia e le monarchie ellenistiche nel III sec. a.C., 273-205 - in una seduta rimasta memorabile dove egli stesso fece la critica dei propri lavori
. 
L'opera tuttavia rinnova profondamente il punto di vista sull'atteggiamento di Roma verso i Greci. 
Nominato professore titolare di una cattedra di antichità ellenistica alla Sorbona nel 1923, nel 1927 Holleaux succedette a Paul Foucart sulla cattedra di epigrafia greca del Collège de France  e nel 1928, a 64 anni, divenne membro dell'Académie des inscriptions et belles-lettres. 
Fu il maestro di Louis Robert, che raccolse e pubblicò postumi i suoi scritti.

## Pubblicazioni
- Discours prononcé par Néron à Corinthe en rendant aux Grecs la liberté, 28 novembre 67 J.-C., Lyon, 1889
- ΣΤΡΑTΗΓΟΣ ΎΠΑΤΟΣ (Strategos hupatos) : Étude sur la traduction en grec du titre consulaire, Paris, 1918
- Rome, la Grèce et les monarchies hellénistiques au IIIe siècle avant J. C. (273-205), de Boccard, Paris, 1921
- Études d'épigraphie et d'histoire grecque, t. I-II, textes rassemblés par Louis Robert, Paris, 1938.
- Études d'épigraphie et d'histoire grecque, t. III, textes rassemblés par Louis Robert, Paris, 1942.
- Études d'épigraphie et d'histoire grecque, t. IV, textes rassemblés par Louis Robert, Paris, 1952.
- Études d'épigraphie et d'histoire grecque, t. V, textes rassemblés par Louis Robert, Paris, 1957.